# 萩原利映
萩原 利映（はぎわら りえ、1971年11月21日 - ）は、日本の女優。
東京都出身。グリング所属。以前はイイジマルームにも所属していた。
夫は元お笑い芸人の末吉くん。

## 略歴
- 大学卒業後、劇団NLT俳優教室に入所。
- 劇団櫻花舎、劇団扉座に参加。
- 1998年より劇団グリングに参加。
- 1999年、「ブラックリボン」でテレビドラマ初出演。
- 2020年3月より、芸能界を引退した夫とともに修復士の修行をしている[2]。

## 出演

### 舞台
- 櫻花舎「二重の不実」（1994年）
- 櫻花舎「贋の侍女」（1994年）
- 櫻花舎「来られない友に乾杯」（1995年）
- 櫻花舎「幻に心もそぞろ狂おしのわれら将門」（1995年）
- 扉座「ドラキュラ白書」（1997年）
- 扉座「ホテルカリフォルニア」（1997年）
- グリング第2回公演「光のあと」（1998年） - 夏美 役
- グリング第3回公演「昨日・今日・明日」（1999年） - 丸岡菊子 役
- 黒柳徹子海外コメディシリーズ「レティスとラベッジ」（2000年）
- グリング第4回公演「イノセント」（2001年） - 山地珠美 役
- グリング第5回公演「3/3 サンブンノサン」（2001年） - 大洗恵 役
- グリング第6回公演「ストリップ」（2002年） - 平山佳奈 役
- グリング第7回公演「ヒトガタ」（2003年） - 倉持満ちる 役
- ミノタケプラン「板橋区第三避難所」（2003年） - 藤沢春江 役
- グリング第8回公演「jam」（2003年） - 白幡素子（そうこ） 役
- グリング第9回公演「旧歌 きゅうか」（2004年） - 長谷川敏子 役
- グリング第10回公演「ストリップ」（2004年） - 平山佳奈 役
- グリング第11回公演「カリフォルニア」（2005年） - 織部久美 役
- グリング第12回公演「海賊」（2005年） - 星野暁子 役
- 自転車キンクリートSTORE 「ウィンズロウ・ボーイ」（2005年）
- グリング第13回公演「虹」（2006年） - 高山聖美 役
- グリング第14回公演「ヒトガタ」（2007年） - 倉持満ちる 役
- グリング第15回公演「Get Back!」（2007年） - 西村晴子 役
- SHOW-GOプロデュース「12（twelve）『十二人の怒れる男』より」（2007年）
- THE SHAMPOO HAT第22回公演「立川ドライブ」（2008年）
- グリング第16回公演「ピース-短編集のような・・・・・」（2008年） - 南沢葉子 役
- 劇団☆新感線 いのうえ歌舞伎☆號「IZO」（2008年）
- グリング第17回公演「吸血鬼」（2009年） - 山中明美 役
- グリング第18回公演「jam」（2009年） - 白幡素子（そうこ） 役

### テレビドラマ
- ブラックリボン（1999年、テレビ東京） - ネズミ講の女 役
- 法医学教室の事件ファイル11（1999年、テレビ朝日）
- 私の青空 第81回（2000年、NHK）
- はるちゃん4（2000年、フジテレビ）
- 真夏のクリスマス（2000年、TBS）
- 嫁はミツボシ。 第10話（2001年、TBS）
- 中学生日記「オンナが怖い!」（2003年、NHK教育）
- 新・夜逃げ屋本舗（2003年、日本テレビ）
- こちら本池上署2（2003年、TBS）
- 転がしお銀 父娘あだ討ち江戸日記（2003年、NHK総合）
- ほんとにあった怖い話 「訪う人々」（2004年3月20日、フジテレビ）
- ウルトラQ dark fantasy 第2話「らくがき」（2004年4月13日、テレビ東京） - 主婦 役
- オレンジデイズ 第11話「君の声」（2004年6月20日、フジテレビ）
- 劇団演技者。第4回公演作品「ストリップ」（2004年、フジテレビ） - 平山佳奈 役
- 女王の教室 エピソード2〜悪魔降臨〜（2006年、フジテレビ）
- 富豪刑事デラックス 第4話（2006年、テレビ朝日）
- 金曜プレステージ パパの涙で子は育つ（2007年、フジテレビ）
- 時々迷々 第6話「あぜみちクロスロード」（2009年、NHK教育） - 先生 役
- HTBスペシャルドラマ ミエルヒ（2009年、北海道テレビ） - 若林サキ 役
- 時々迷々 第6話、第12話（2011年、NHK教育）
- BOSS 2ndシーズン 第7話（2011年、フジテレビ）
- 陽はまた昇る 第1話（2011年、テレビ朝日） - 刈谷正子 役
- ドン★キホーテ 第10話（2011年、日本テレビ） - 石橋の妻 役
- 明日の光をつかめ2（2011年、東海テレビ） - 中里光子 役
- 理想の息子（2012年、日本テレビ） - 学生食堂従業員 吉田 役
- 運命の人（2012年、TBS）
- スープカレー（2012年、北海道放送） - 和田真吾の妹 理恵 役
- 孤独のグルメ Season2 第12話 （2012年12月26日、テレビ東京） - おばちゃん 役
- 刑事のまなざし 第1話・第5話（2013年10月7日・11月4日、TBS） - 近所の主婦 役[3]
- 明日、ママがいない（2014年、日本テレビ） - かぐやの母親 役
- 夜ドラ 卒業タイムリミット 第8話（2022年4月14日、NHK総合）

### バラエティ
- NBS月曜スペシャル 末吉夫婦のぶらり旅（2008 - 2010年、長野放送）
- ぐるぐるナインティナイン（日本テレビ）

### 映画
- ハッシュ!（2001年） - 産気づく妊婦 役
- 仄暗い水の底から（2002年） - 保母 役
- 凶気の桜（2002年） - 保母 役
- ベースボールキッズ（2003年）
- 妖怪大戦争（2005年） - 嫁農婦 役
- 歓喜の歌（2008年）
- ぐるりのこと。（2008年） - 看護師 役
- 踊る大捜査線 THE MOVIE3 ヤツらを解放せよ!（2010年） - 警官 役
- もらとりあむタマ子（2013年） - 近所のおばさん 役
- 悼む人（2015年） - 介護士 役
- 葛城事件（2016年） - 近所のおばさん 役

### CM
- 花王、エコナ唐揚げ油（1999年）
- しんわ（2003年）
- 養命酒製造、養命酒（2004年）
- アリコジャパン